# Ilja Bojanovský
Ilja Bojanovský (20. ledna 1923 Kutná Hora – 14. února 2009 Praha) byl český kameraman a pedagog.

## Život
Šlo o dlouholetého pedagoga a děkana Filmové a televizní fakulty Akademie múzických umění, který zastával v letech 1980 až 1991 také pozici rektora Akademie múzických umění v Praze. V letech 1961 až 1990 působil ve funkci hlavního kameramana hudebních pořadů v Československé televizi, specializoval se na pořady s hudební a baletní tematikou. Podílel například na cyklu Hudba z respiria nebo přenosech z hudebního festivalu Pražské jaro.
V r. 2008 byl prof. Mgr. I. Bojanovský jmenován čestným občanem Kutné Hory.